# I. Manuél moreai despota
I. Manuél (1326 körül – Misztrász, 1380. április 10.), latinul: Manuel Cantacuzenus, despota Moreae, franciául: Manuel Cantacuzène, görögül: Μανουήλ Καντακουζηνός, bizánci császári herceg, Morea despotáa. II. Konstantin örmény király veje, A Kantakuzénosz-ház tagja.

## Élete
Édesapja VI. (Kantakuzénosz) János bizánci császár, édesanyja Aszen Irén bolgár királyi hercegnő, III. Iván Aszen bolgár cár unokája és VIII. Mikhaél bizánci császár dédunokája.
1349-ben feleségül vette Lusignan Izabella örmény királyi hercegnőt, II. (Lusignan) Konstantin örmény királynak és második feleségének, Szürgiannaina Teodórának a lányát.
Izabella apai ágon a francia eredetű Lusignan(-Poitiers)-család Cipruson uralkodó dinasztiájának örmény ágából származott. Az apja még Guido hercegként 1317-től Konstantinápolyban élt a nagynénje, Szaven-Pahlavuni Mária (eredeti nevén Rita) örmény hercegnő, bizánci császárné környezetében, aki a Palaiologosz-házi IX. Mihály bizánci császárnak – II. Andronikosz bizánci császár és Árpád-házi Anna magyar királyi hercegnő – volt a felesége és III. Andronikosz bizánci császárnak az anyja.
Izabella apja 1342-ben II. Konstantin néven Örményország királya lett, de hiába kérte feleségét, hogy jöjjön utána Örményországba, Teodóra királyné visszautasította, hogy két kiskorú gyermekükkel, a lányukkal, Izabella hercegnővel, valamint egy a forrásokban konkrétan meg nem nevezett ismeretlen nemű gyermekükkel a férje után menjen. Izabellát Konstantinápolyban érte két évvel később apja halálának a híre,és ő volt a Lusignan-ház örmény ágának utolsó, törvényes házasságból született tagja.
Mánuel 1380-ban halt meg Misztrászban. Izabella 1387 után hunyt el, és a földi maradványait Misztrászban helyezték végső nyugalomra.
Ha születtek is gyermekeik, azok korán meghalhattak.